# Teplotní součinitel elektrického odporu
Teplotní součinitel odporu (též teplotní součinitel rezistivity) je fyzikální veličina vyjadřující závislost odporu (rezistivity) vodiče (polovodiče) na teplotě. Odpor elektrických vodičů s rostoucí teplotou stoupá, teplotní součinitel odporu má kladnou hodnotu. Odpor polovodičů s rostoucí teplotou klesá, teplotní součinitel odporu má zápornou hodnotu.

## Značení a jednotky
- Symbol veličiny: α (příp. αR)
- Jednotka: kelvin na −1. (shodná se stupněm Celsia na −1), značka jednotky: K−1 (°C−1)
- Výpočet: {\displaystyle \alpha ={\frac {\Delta R}{R_{0}\Delta t}}} , kde R0 je počáteční odpor, ΔR je rozdíl odporů při rozdílu teplot Δt
- Použití: 
  - výpočet odporu R vodiče, je-li znám počáteční odpor R0 a rozdíl teplot Δt
    - {\displaystyle R=R_{0}(1+\alpha \Delta t)}

  - výpočet rezistivity ρ vodiče, je-li známa počáteční rezistivita ρ0 a rozdíl teplot Δt
    - {\displaystyle \rho =\rho _{0}(1+\alpha \Delta t)}

## Hodnoty
Hodnoty pro některé vodiče:
| Látka          | Složení                  | α [10 −3K−1] |
| -------------- | ------------------------ | ------------ |
| Uhlík (grafit) | C                        | −6–12        |
| Konstantan     | 54 % Cu, 45 % Ni, 1 % Mn | −0,03        |
| Nikelin        | 67 % Cu, 30 % Ni, 3 % Mn | 0,11         |
| Nichrom        | 78 % Ni, 20 % Cr, 2 % Mn | 0,2          |
| Stříbro        | Ag                       | 3,8          |
| Tantal         | Ta                       | 3,8          |
| Platina        | Pt                       | 3,9          |
| Zlato          | Au                       | 4            |
| Wolfram        | W                        | 4,1          |
| Cín            | Sn                       | 4,2          |
| Olovo          | Pb                       | 4,2          |
| Hliník         | Al                       | 4,9          |
| Železo         | Fe                       | 6            |
| Měď            | Cu                       | 3,92         |
| Mosaz          | 50–99 % Cu, Zn           | 2–7          |